# Cantone di Béziers-1
Il Cantone di Béziers-1 è una divisione amministrativa dell'Arrondissement di Béziers.
A seguito della riforma approvata con decreto del 26 febbraio 2014, che ha avuto attuazione dopo le elezioni dipartimentali del 2015, è stato ridefinito.

## Composizione
Prima della riforma del 2014 comprendeva la parte centrale della città di Béziers.
Dal 2015 comprende parte della città di Béziers e i 5 comuni di:
- Lespignan
- Nissan-lez-Enserune
- Sérignan
- Valras-Plage
- Vendres